# 山田有信
山田 有信（やまだ ありのぶ）は、戦国時代から江戸時代初期にかけての武将。島津氏の家臣。

## 略歴
薩摩山田氏は元は平氏とされ、武蔵有国の子・式部少輔有貫が文治年間に薩摩国へ下向し、日置郡山田の地を領してより山田氏を名乗った。
有信は、幼少より島津貴久の側近くに仕え、次いでその子・義久に仕えた。宮之城や隈之城などの地頭を務め、、天正3年（1575年）の犬追物の射手や、翌年の日向国高原城攻めの際に義久の太刀役を務めている。
天正5年（1577年）、島津氏が伊東氏を日向より豊後国へ追いやると、翌天正6年（1578年）2月に有信は新納院高城の城主及び地頭に任じられた。しかし、同年に大友宗麟が6万余の大軍を率いて南下し高城を囲んだ。有信は僅か300の兵で籠城、助勢として馳せ付けた島津家久・吉利忠澄・鎌田政近・比志島国貞らと併せた3,000余の兵で大友軍を足止めし、耳川の戦いでの島津勢の大勝利へと繋げた。更に、天正13年（1585年）の筑後国堀切城攻めや翌天正14年（1586年）の筑紫広門征伐でも功を上げた。
天正15年（1586年）、豊臣秀吉の九州征伐が始まり豊臣秀長軍が日向にまで南下してくると、有信はまたも高城に300余の僅かな兵で籠城し、高城を取り囲む豊臣軍に抗し続けた。島津軍本隊が豊臣軍に根白坂の戦いで敗れても尚、有信は義久への忠義を尽くすために降伏勧告をはねつけ続けたが、義久が説得したため、子・有栄を人質に差し出してようやく降伏した。天正17年（1588年）には島津氏の家老となった。
慶長14年（1609年）、義久が病にかかると、自らが身代わりとなるよう神仏に願い、同年に病を得て死去した。死後、義久は有信の棺の前で自ら焼香し、その死を惜しんだといわれる。